# Северный (Петропавловское сельское поселение)
Се́верный — посёлок в Курганинском районе Краснодарского края.
Входит в состав Петропавловского сельского поселения.

## Население
| 2002 | 2010  |
| ---- | ----- |
| 1096 | ↘1016 |

## Улицы
| - ул. Будённого, - ул. Зелёная, - ул. Луговая, - ул. Набережная, | - пер. Новый, - пер. Победы, - ул. Победы, - ул. Школьная. |